# Columbus (Egk)
Columbus és una obra dramaticomusical en tres actes composta el 1933 per Werner Egk sobre un llibret en alemany del mateix compositor. Es va estrenar el 13 de juliol de 1933 al Bayerischer Rundfunk de Múnic.